# Xiphidiopsis drepanophora
Xiphidiopsis drepanophora är en insektsart som beskrevs av Morgan Hebard 1922. Xiphidiopsis drepanophora ingår i släktet Xiphidiopsis och familjen vårtbitare. Inga underarter finns listade i Catalogue of Life.